# Lewin Brzeski (gmina)
Lewin Brzeski est une gmina mixte du powiat de Brzeg, Opole, dans le sud-ouest de la Pologne. Son siège est la ville de Lewin Brzeski, qui se situe environ 17 km au sud-est de Brzeg et 25 km au nord-ouest de la capitale régionale Opole.
La gmina couvre une superficie de 159,7 km2 pour une population de 13 555 habitants.

## Géographie

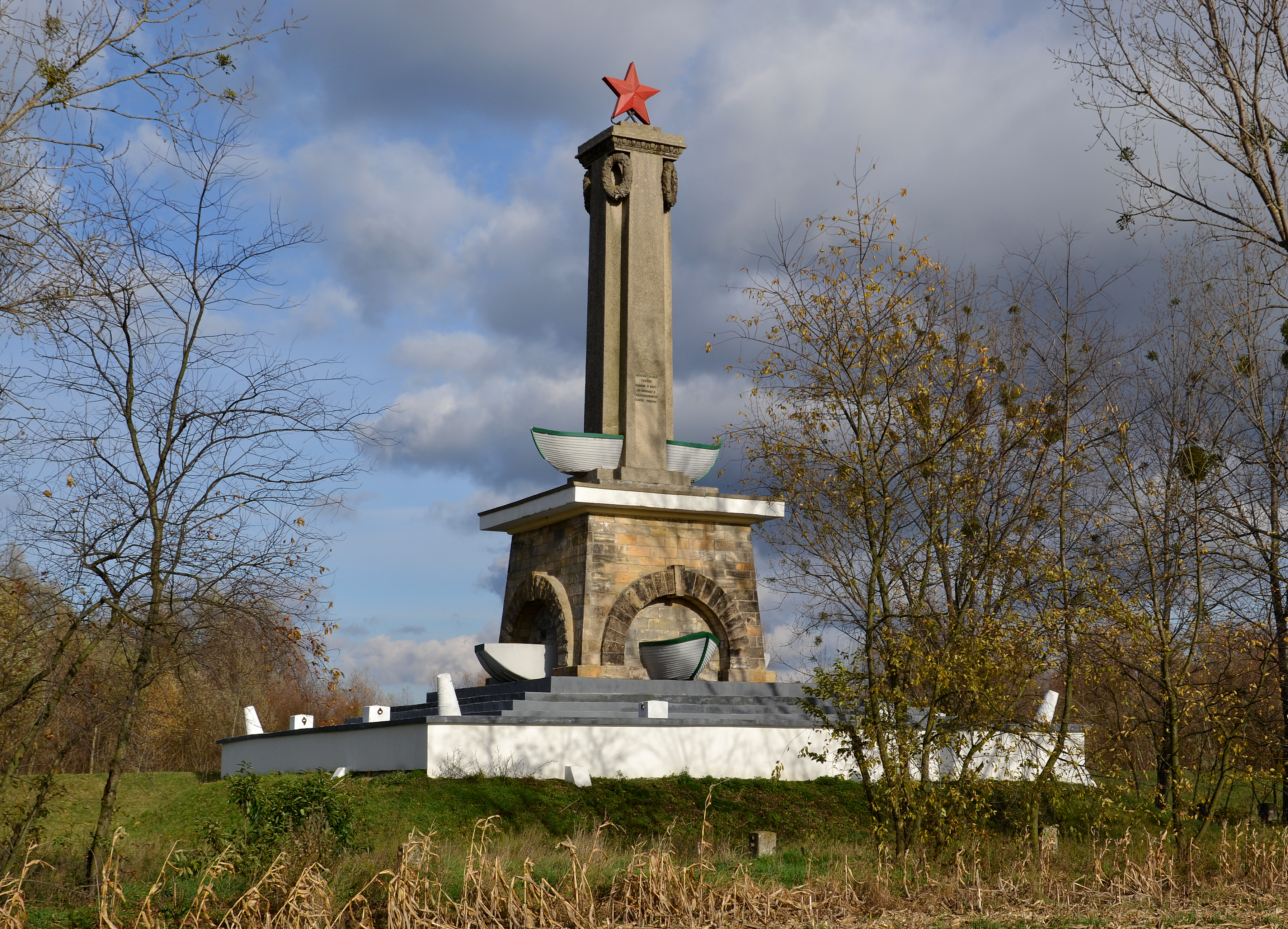
Monument à l'Armée rouge à Mikolin, dans la gmina. Photo novembre 2017.

Outre la ville de Lewin Brzeski, la gmina inclut les villages de Błażejowice, Borkowice, Buszyce, Chróścina, Golczowice, Jasiona, Kantorowice, Leśniczówka, Łosiów, Mikolin, Niwa, Nowa Wieś Mała, Oldrzyszowice, Piaski, Przecza, Ptakowice, Raski, Różyna, Sarny Małe, Skorogoszcz, Stroszowice, Strzelniki et Wronów.
La gmina borde les gminy de Dąbrowa, Niemodlin, Olszanka, Popielów et Skarbimierz.